# Bečki metro
Bečki metro (na njemačkom jeziku "Wiener U-Bahn") sustav je podzemnog javnog prijevoza u glavnom gradu Austrije Beču. Dnevno prevozi oko 1.300.000 putnika. Uz ovaj sustav, u bečkom okrugu prometuju još i prigradski vlakovi (S-Bahn), koji također kroz Beč prolaze pod zemljom.

## Povijest
U usporedbi s ostalim velikim i poznatim gradovima svijeta, bečki je metro sustav relativno nov. Međutim, pitanje gradnje podzemne željeznice u Beču protezalo su godinama, pa su tako u razdoblju od 1844. do 1960-ih iskušavane razne varijante sustava javnog prijevoza.
Gradnja metroa s vremenom je postala nužna, jer je rastao gradski promet, pa postojeći tramvajski sustav više nije bio dovoljno učinkovit. Radovi su započeli 26. siječnja 1968. godine, a prvo se gradila tzv. „osnovna mreža“ u duljini od 30 km. Otvorenje prve dionice bilo je 8. svibnja 1976. godine.
Cijeli sustav se konstantno modernizira i proširuje, a od njegova puštanja u promet do današnjih dana ukupno je uloženo preko 200 milijuna eura.

## Osnovne informacije
Ukupna dužina tračnica iznosi 74.6 km, a broj postaja je 90. Vlakovi prometuju na 5 linija. Svaka linija označena je drugim brojem i drugom bojom: U1-crvena, U2-ljubičasta, U3-narančasta, U4-zelena i U6-smeđa. Prijevozom upravlja tvrtka Wiener Linien.

## Budućnost
Narednih godina planira se proširenje linije U2 do 2019. godine. U daljnoj budućnosti u planu je nova linija U5 i moguće proširenje linije U6, kao i nadogradnja sustava prigradske željeznice (S-Bahn).

## Vanjske poveznice
|  | Zajednički poslužitelj ima još gradiva o temi Bečki metro |